# Kvistgård
Kvistgård est une petite ville située dans la banlieue sud-ouest de Helsingor, municipalité de Helsingor, à quelque 40 kilomètres au nord de Copenhague, au Danemark.